# Павловская (порода кур)

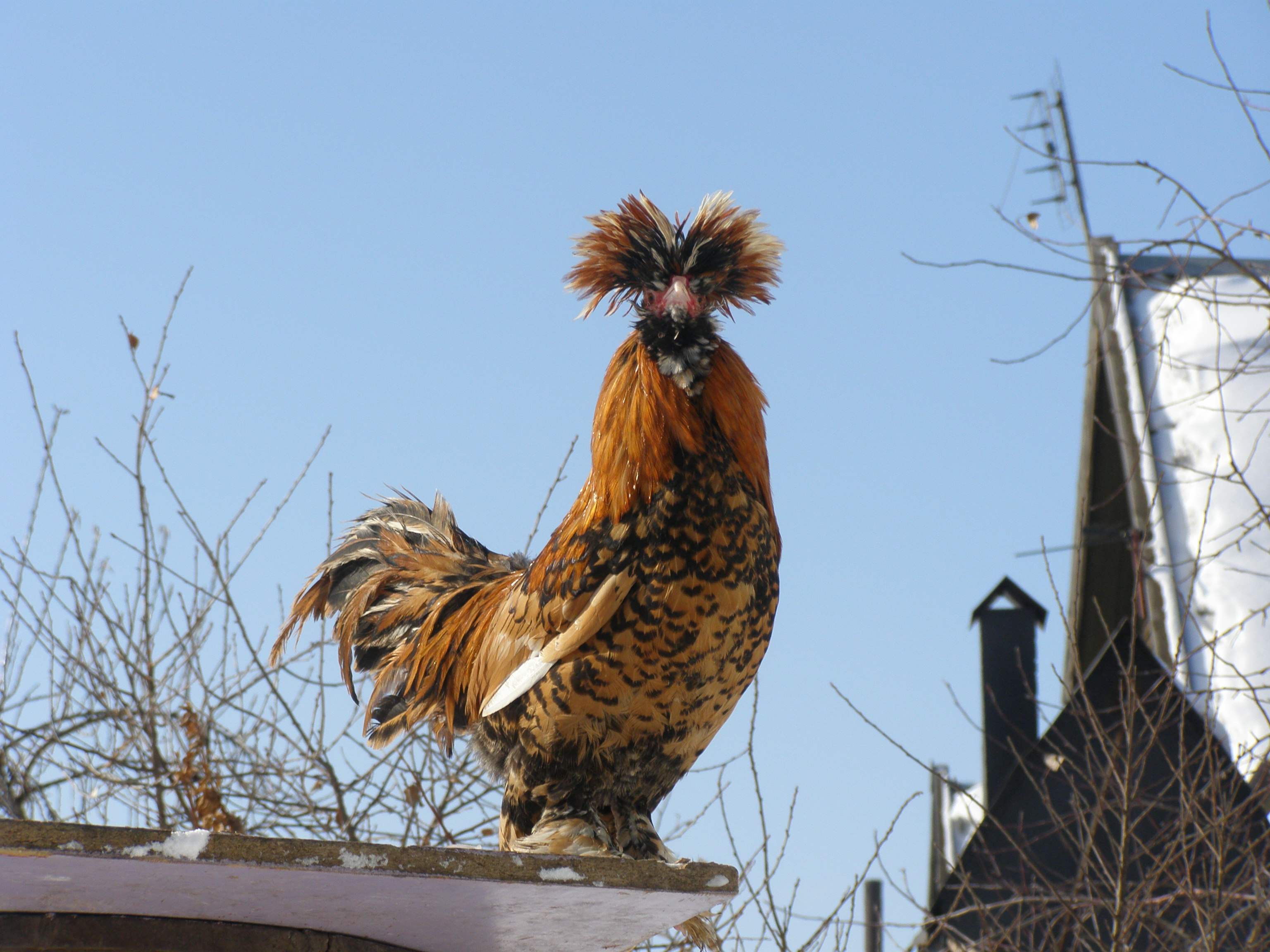
Павловский петух с раскидистым хохлом

Павловская порода кур (Gallus gallus Pavlovsk) считается первой породой домашних кур, выведенной в России. Считается, что порода существует более 300 лет, однако стандарты установлены только к 1905 году. Впервые представлены публике на II всероссийской акклиматизационной выставке в Москве. Названы по селу (ныне город) Павлово в Нижегородской области. После революции порода сошла на нет и долгое время считалось утерянной, пока в 80-е годы не начались работы по её восстановлению.
Есть две основные разновидности породы — Павловская золотистая и Павловская серебристая. Куры павловской породы отличаются хорошей холодостойкостью и прекрасно переносят морозы.
Павловских кур разводят в основном для декоративных целей, их яйценоскость невелика: порядка 70-90 яиц в год.